# 狄嘉略
狄嘉略（Fr. Alessandro Digard, O.F.M. 1891年2月21日—1969年7月25日），天主教益都监牧区宗座监牧（1938年5月20日-1949年11月23日），法国方济各会会士。
1891年2月21日，狄嘉略出生在法国 Biville。1908年（16岁）入方济各会。1914年7月25日，23岁晋升神甫。赴中國传教。1938年5月20日（47岁）由教廷任命为天主教益都监牧区宗座监牧 。1949年11月23日（58岁）辞职。
1969年7月25日，狄嘉略监牧去世，年78岁。